# Verzen (1913)
Verzen is de derde publicatie van verzen van J.H. Leopold (1865-1925) en de eerste die met diens medewerking door W.L. & J. Brusse's Uitgeversmaatschappij in 1913 werd uitgegeven.

## Geschiedenis
Leopold 'debuteerde' in 1889 met twee liedteksten, uitgegeven onder de titel Twee amoureuse liedekens. Andere gedichten verschenen tussen 1893 en 1911 in het tijdschrift De Nieuwe Gids. In 1904 stelde de uitgever Brusse aan Leopold voor diens gedichten uit te geven maar die ging niet op dat voorstel in. In 1912 stelde Boutens aan Leopold voor diens gedichten uit te geven; ook hier ging Leopold niet op in maar Boutens zette door, hetgeen resulteerde in diens uitgave Verzen. Die laatste gebruikte de voorpublicaties in het tijdschrift als basis maar veranderde/'verbeterde' eigenhandig. Leopold was daar, en uiteindelijk over de uitgave, zeer ontstemd over en besloot daarop medewerking te verlenen aan Brusse voor diens uitgave van de Verzen in 1913.
Hoewel ontevreden met Boutens' editie, nam Leopold voor de door hem bezorgde uitgave toch vele van de 'verbeteringen' over. Hij voegde er bovendien nog enkele ongepubliceerde gedichten aan toe. Hij ontving een proef die door hem gefiatteerd werd.
Brusse gaf aan de graficus S.H. de Roos de opdracht voor het ontwerpen van de uitgave. Die gebruikte zijn letter Hollandsche Mediæval voor de teksten. Voorts ontwierp hij het omslag.
Nadat in het najaar van 1913 de gewone exemplaren gedrukt waren, kwam het idee op een luxe editie te maken; De Roos heeft de editie van die 25 exemplaren nog herzien waardoor er een zetfout in kwam te staan. Deze laatste werd gedrukt op zwaarder geschept papier, Hollands Van Gelder, en werden alle gesigneerd door Leopold. De leren editie heeft dezelfde bandstempeling, in goud, als de ingenaaide editie, en is aan alle zijden voorzien van goud op snee.
Volgens het Nieuwsblad voor den boekhandel verscheen de bundel omstreeks 10 februari 1914.

### Receptie
De bundel werd in verschillende tijdschriften besproken, bijvoorbeeld door J.L. Walch, Karel van de Woestijne en Albert Verwey. Leopold bedankte die laatste voor diens vriendelijke bespreking in een bewaard gebleven brief van 11 maart 1914.

### Uitgave
De oplage was officieel 350 genummerde exemplaren. 25 exemplaren werden daarvan door de dichter gesigneerd en in een vollederen band gezet; dit bindwerk was van de Amsterdamse firma C.J. Mensing.